# Pinasca
Pinasca is een gemeente in de Italiaanse provincie Turijn (regio Piëmont) en telt 2980 inwoners (31-12-2004). De oppervlakte bedraagt 34,8 km², de bevolkingsdichtheid is 86 inwoners per km².
De volgende frazioni maken deel uit van de gemeente: Dubbione.

## Demografie
Pinasca telt ongeveer 1315 huishoudens. Het aantal inwoners steeg in de periode 1991-2001 met 4,1% volgens cijfers uit de tienjaarlijkse volkstellingen van ISTAT.
| Jaar | Inwoneraantal |
| ---- | ------------- |
| 1991 | 2836          |
| 2001 | 2952          |

## Geografie
Pinasca grenst aan de volgende gemeenten: Giaveno, Perosa Argentina, Cumiana, Pinerolo, Frossasco, San Pietro Val Lemina, Inverso Pinasca, Villar Perosa.